# الذريعة إلى مكارم الشريعة
الذريعة إلى مكارم الشريعة كناب ألّفه أبو القاسم الحسين بن محمد المعروف بالراغب الأصفهانى (المتوفى: 502هـ) من أهل (أصبهان) سكن بغداد، واشتهر، حتى كان يقرن بالغزالي ، يعنى بتأصيل النظرية الأخلاقية عند المسلمين،والذي يجيب فيه على السؤال: "كيف يصل الإنسان إلى منزلة العبودية التي جعلها الله شرفاً للأتقياء، وكيف يترقى عنها إذا وصلها إلى منزلة الخلافة التي جعلها الله تعالى شرفاً للصديقين والشهداء؟

## ما اشتمله الكتاب
الكتاب يشتمل على سبعة فصول تناول فيها المؤلف : أحوال الإنسان وقواه وفضيلته وأخلاقه ، الفصل الثاني: في العقل والعلم والنطق وما يتعلق بها وما يضادها. الفصل الثالث: فيما يتعلق بالقوة الشهوية وما وراءها.الفصل الرابع: فيما يتعلق بالقوى الغضبية، وما يتعلق بها. الفصل الخامس: في العدل والظلم والمحبة والبغض، وما يتبعها.الفصل السادس: فيما يتعلق بالصناعات والمكاسب والإنفاق والجود والبخل.الفصل السابع: وهو الأخير في ذكر الأفعال، وأنواعها، والفروق بينها.

## مفهوم المكارم عند الأصفهاني
عرّف الأصفهاني المكارم المطلقة بأنها "اسم لما لا يتحاشى من أن يوصف الباري جل ثناؤه بها أو بأكثرها نحو الحكمة والجود والحلم والعفو وإن كان وصفه تعالى بذلك على حد أشرف مما يوصف به البشر"

## العلاقة بين العبادات والمكارم
العبادة أعم من المكرمة، فكل مكرمة عبادة وليست كل عبادة مكرمة، فللعبادات فرائض معلومة وحدود مرسومة وتركها ظلم وتعد، والمكارم بخلافها، فتحري العبادات من باب العدالة وتحري المكارم من باب الافضال والنفل، ولا يقبل تنفل من أهمل الفرض، ولا يفضل من ترك العدل، وقد أشار الله بالعدل إلى الأحكام وبالإحسان إلى المكارم، بقوله:«إن الله يأمر بالعدل والإحسان».

## نقد الكتاب
مما يؤخذ على الأصفهاني في الكتاب التساهل في الاستدلال بالأحاديث الضعيفة مثل : حديث حارث بن مالك الأنصاري (عرفت فالزم).

## المخطوطات
من المخطوطات المعتمدة في طبعة دار السلام في القاهرة نسخة كتبت سنة 592 هـ وهي من مكتبة برلين.